# Antico e Mistico Ordine Rosae Crucis
L'Antico e Mistico Ordine della Rosae Crucis (Antiquus Mysticusque Ordo Rosae Crucis in lingua latina), anche conosciuto con l'acronimo AMORC, o come Ordine della Rosa-Croce, è un movimento filosofico, iniziatico e tradizionale mondiale. È non settario, non religioso, apolitico, aperto agli uomini e alle donne. Ne fanno parte persone provenienti da tutto il mondo, di tutte le religioni, etnie, visioni politiche ed estrazioni sociali. Si propone di promuovere la conoscenza e la pratica di principi spirituali attraverso l'insegnamento di discipline come la meditazione, la filosofia, l'arte, la scienza e il misticismo, enfatizzando l'importanza della ricerca interiore, di autoconsapevolezza e della comprensione del mondo, fornendo un approccio pratico alla spiritualità. 
Il suo simbolo è una croce con al centro una rosa rossa. La croce non ha connotazione cristiana, in quanto tale simbolo è riscontrabile già nell'antico Egitto. La croce simboleggia il corpo dell'essere umano e la sua componente temporale, la rosa rappresenta l'anima e la sua componente immortale.

## Storia

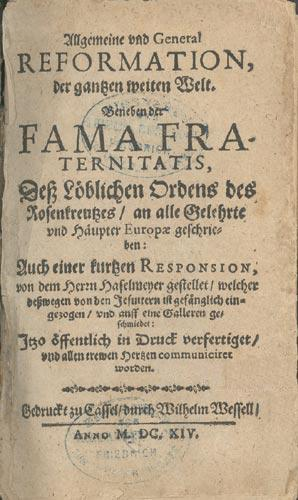
Frontespizio originale della Fama Fraternitatis, 1614.

L'avviamento delle attività dell'AMORC avvenne il 1º aprile 1915, dopo che il principale fondatore, Harvey Spencer Lewis, raccolse e organizzò il materiale che cominciò a ricevere a partire dal 1909 (anno della sua iniziazione a Tolosa) dagli esponenti della RosaCroce in Francia. Tale materiale proviene dalla fraternità mistica che, all'inizio del Seicento, si rese nota in Germania mediante la pubblicazione della Fama Fraternitatis (a Kassel nel 1614), della Confessio Fraternitatis (1615) e delle Nozze chimiche di Christian Rosenkreutz (1616) e, alcuni anni dopo (nel 1623), in Francia, per mezzo di manifesti affissi sui muri di Parigi che iniziavano con la dicitura: «Noi, Deputati del Collegio principale dei Fratelli della Rosa-Croce».

### Origini egizie, secondo due autori del Seicento
Alla stessa epoca (1617), nell'opera letteraria Silentium Post Clamores, l'alchimista tedesco Michael Maier fa risalire l'origine della Fraternità da lui chiamata Orden und Bruderschaft der Rosenkreutzer (Ordine e Fratellanza dei Rosacroce), all'antico Egitto. Vi narra che i Rosacroce sono «i successori dei collegi di Bramini indù, degli antichi Egizi, degli Eumòlpidi dei Misteri Eleusini e di Samotracia, dei Maghi di Persia, dei Gimnosofisti dell'Etiopia, dei Pitagorici e dei mistici dell'Arabia», ad indicare che la Rosa-Croce riunisce i diversi Misteri tramandati in tali ambiti.
Anche nel libro Tractatus Apologeticus Integritatem Societatis de Rosea Cruce defendens (Trattato apologetico sull'autenticità della Società dei Rosacroce) datato 1617, di Robert Fludd, medico e rosacrociano inglese, viene narrato come «la saggezza [Rosacroce] fu estratta dalla dottrina dei geroglifici, che può venire contemplata nelle piramidi di Menfi, ove gli antichi filosofi la celebravano».
L'Egitto al quale si riferiscono Michael Maier e Robert Fludd è simboleggiato dal mitico personaggio di Ermete Trismegisto (ossia Ermete tre volte grande). Sin dall'inizio del secolo scorso, l'AMORC è stato quindi in grado di sviluppare la teoria che fa risalire l'Ermetismo ai Saggi della XVIII dinastia egizia. D'altronde, l'insegnamento attuale dell'Ordine si ispira, in gran parte, all'Ermetismo egizio.

### Origini egizie, secondo gli scritti di Harvey Spencer Lewis
Anche secondo Harvey Spencer Lewis (1883-1939), fondatore e primo Imperator dell'AMORC, l'origine tradizionale della Rosacroce viene individuata nell'antico Egitto. Lewis riteneva, infatti, che fosse esistito un unico Ordine Rosa-Croce attraverso le epoche, con varie denominazioni, e che l'AMORC ne fosse l'odierno erede. Sarebbe stato fondato dal faraone Thutmose III (ca. 1450 a.C.) il quale avrebbe raggruppato le «scuole dei misteri» esistenti in un'unica fratellanza. Successivamente, il faraone Amenofi IV (regnò ca. dal 1355 al 1335 a.C.) detto anche Akhenaton (nome che egli assunse quando fondò la religione monoteistica detta «Amarniana»), ne avrebbe proseguito l'operato.
Lewis scrive anche che, secondo la Tradizione orale Rosa-Croce, la grande Scuola dei Misteri di Thutmose III, chiamata «Grande Fratellanza Bianca» (il colore è simbolo di purezza e di luce, non si riferisce all'etnia dei partecipanti), diede vita ad un Ordine mistico. Quest'Ordine si estese via via nel mondo antico per mezzo dei filosofi greci che studiarono in Egitto, come Talete, Solone, Platone e Pitagora, adottando, ad un certo punto, il simbolo della Rosa e della Croce. Secoli dopo si sviluppò nei circoli degli alchimisti del Medioevo e si manifestò tramite l'Ordine dei Templari, prima di rivelare pubblicamente la propria esistenza all'inizio del Seicento col nome "Rosa-Croce".

### Il ciclo dei 108 anni
Sempre secondo Harvey S. Lewis, l'Ordine sarebbe retto da cicli periodici di 108 anni, alternando periodi di sonno e di attività. Egli fa riferimento a un tale ciclo, così come alla fondazione dell'Ordine narrata nella sezione precedente, nel libro Complete History of the Rosicrucian Order (Storia Completa dell'Ordine della Rosa-Croce), pubblicato nel 1928.
Sempre secondo questo libro, Lewis narra di aver ricevuto nel 1909 un'iniziazione Rosa-Croce a Tolosa, in Francia, che gli conferì l'autorità di «risvegliare» l'Ordine Rosa-Croce negli Stati Uniti, dove era «in sonno» dalla fine del Settecento. In una nota di commento, il figlio di Harvey Spencer Lewis, Ralph Maxwel Lewis, specificò che rispetto al periodo iniziale, in cui era diffusa nel solo Nord America, nel corso del tempo l'AMORC si era diffusa in tutto il mondo e il computo del periodo di sonno per l'Ordine va effettuato a partire dall'ultima Grande Loggia che viene aperta. L'ultima Grande Loggia aperta è quella del Sud-Est Europeo, avviata nel 2023. Se si considera il 1915 come data di avvio delle attività dell'AMORC e si aggiungono i 108 anni, si ottiene proprio 2023. Il periodo di attività dell'ultima Grande Loggia coincide dunque con il periodo di sonno che dovrebbe avere la prima Grande Loggia aperta. In definitiva, l'estensione mondiale mondiale dell'AMORC ha fatto cadere la necessità dell'Ordine di porsi in sonno.

### La Fondazione dell'AMORC

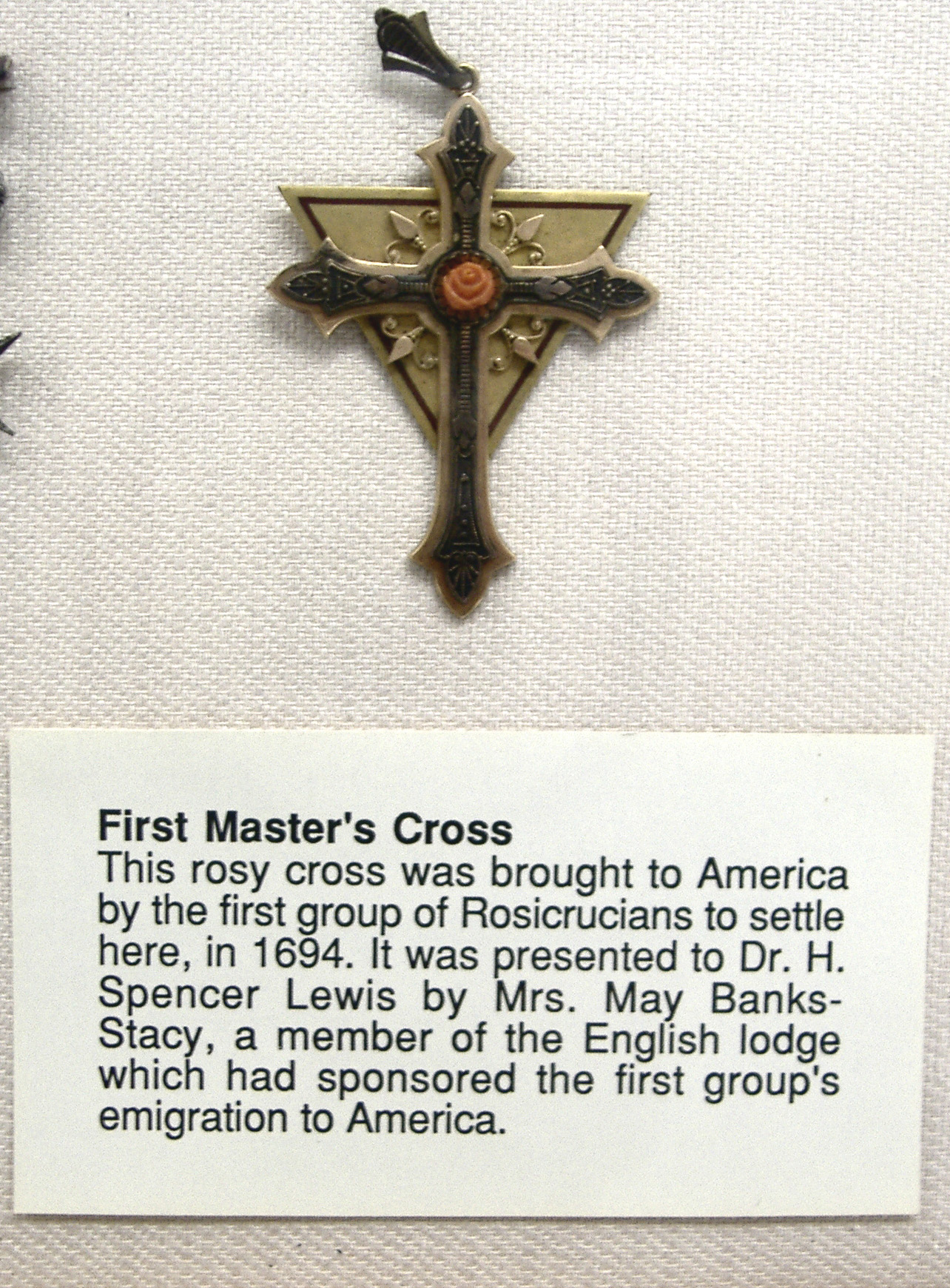
Questo antico gioiello di Maestro Rosa-Croce, che risale, secondo l'AMORC, al Seicento, fu consegnato ad Harvey S. Lewis; è attualmente esposto al Museo dell'AMORC a San Jose, in California.

Fortemente attratto dal misticismo sin dalla giovane età, Lewis aveva presieduto il New York Institute for Psychical Research (Istituto per la ricerca psichica di New York). Tra i fondatori di questo Istituto vi furono personaggi come la scrittrice e poetessa Ella Wheeler Wilcox (1850-1919), e Isaac Kauffmann Funk (1839-1919), noto per i suoi lavori sulle scienze psichiche, fondatore della casa editrice Funk & Wagnalls (famosa per i suoi dizionari ed enciclopedie).
Harvey Spencer Lewis fondò l'AMORC nell'aprile del 1915, a New York.
Una degli ultimi discendenti dei Rosa-Croce d'America, la Signora May Banks-Stacey, si mise allora in contatto con Lewis. Gli rivelò l'esistenza della fraternità rosacrociana e gli consegnò un piccolo scrigno ed alcuni manoscritti, risalenti ai primi Rosa-Croce che emigrarono in America nel 1693, sui quali egli riconobbe i simboli rosacrociani che aveva visto a Tolosa nel 1909.
Harvey Spencer Lewis fu anche iniziato alla massoneria, nel rito egiziano di Misraim Memphis e O.T.O. di T. Reuss, e fu accolto a Parigi dai più alti dignitari dei riti massonici. Camille Savoire, uno dei responsabili della massoneria francese, gli scrive nel 1928, esprimendo la propria simpatia ed il proprio interesse per l'insegnamento Rosa-Croce da lui divulgato. Va precisato che la massoneria e l'Ordine Rosa-Croce sono due organizzazioni tradizionali totalmente indipendenti, anche se per alcuni anni condivisero un percorso comune e si rispettano reciprocamente.
È stato anche scritto - da storici dell'esoterismo non appartenenti all'AMORC - che Lewis si interessò per un certo periodo alla Golden Dawn (ossia Ordine Ermetico dell'Alba d'Oro), senza esservi mai entrato. Reuss tentò di porre in contatto Spencer Lewis con l'inglese Aleister Crowley, seguace dell'Alba d'Oro, ma Spencer Lewis non nutrì mai alcuna simpatia per Aleister Crowley, che criticò sin dall'ottobre 1916, presentandolo come un impostore che, contrariamente a quanto voleva far credere, non fu mai un dirigente segreto di qualsivoglia Collegio Rosa-Croce.
Si dice anche che il vero nome dell'AMORC, ossia il nome ermetico, segreto, tradizionale ed autentico, sia Antiquus Arcanus Ordo Rosæ Rubeæ et Aureæ Crucis (Ordine Antico e Segreto della Rosa Rossa e della Croce d'Oro). Tuttavia se questa denominazione è stata utilizzata da Harvey Spencer Lewis, in concomitanza con Antiquus Mysticusque Ordo Rosae Crucis, per contraddistinguere il Movimento da lui fondato, diverse altre Società hanno anch'esse usato nomi contenenti "rosa rossa" e "croce d'oro" causando confusione. Alcuni esempi:
- L'Ordo Rosæ Rubeæ et Aureæ Crucis, cerchio interno della Golden Dawn.
- L'Antiquus Arcanæ Ordinis Rosæ Rubeæ Aureæ Crucis, dal quale Spencer Lewis avrebbe ricevuto l'iniziazione a Tolosa.
- L'Antique Arcanæ Ordinis Rosæ Rubeæ et Aureæ Crucis, del belga Emile Dantinne.
- L'Antiquus Arcanus Ordo Rosæ Rubeæ et Aureæ Crucis, società austriaca creata nel 1937 da Eduard Munninger, che in precedenza era stato membro dell'AMORC.

### Elementi di storia dell'AMORC, successivi alla fondazione

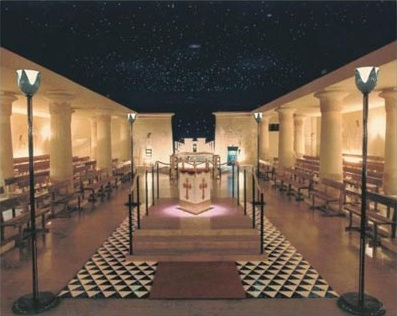
L'interno del Tempio, in stile egizio, di una Loggia dell'AMORC.

A partire dal 1930, i dirigenti dell'AMORC elessero un Consiglio composto dai responsabili delle varie Giurisdizioni mondiali. Tra questi, il celebre pittore e «tibetologo» russo Nicolas Roerich che viene nominato «Legato dell'AMORC per il Tibet». L'insegnamento odierno dell'AMORC è ancora ereditiere di alcune «tecniche» tibetane svelate da Roerich.
Il primo Imperator del movimento Rosa-Croce che assunse il nome di AMORC fu quindi Harvey Spencer Lewis, dal 1915 al 1939; alla morte gli succedette il figlio Ralph Maxwell Lewis (1904-1987). Nel 1987, Ralph M. Lewis aveva designato un successore, il suo assistente Gary L. Stewart nominato Imperator. Ma nel 1990 fu rimosso dal Consiglio Supremo per aver commesso errori amministrativi, eleggendo al suo posto Christian Bernard. Il rituale di installazione si tenne presso il Fairmont Hotel di San Francisco, in California. Bernard, nato nel 1951, è stato fino all'agosto del 2019 il responsabile supremo dell'Ordine. Attualmente, l'Imperator dell'Ordine è Claudio Mazzucco, installato ritualmente durante il Convegno mondiale tenuto a Roma nell'agosto del 2019.
In Italia, la Grande Loggia si è stabilita nel 1929 con la nomina di Dunstano Cancellieri come Gran Maestro. Con sede a Milano dal 1994, nel 2001 si è stabilita a Ornano Grande (Colledara) in Abruzzo, all'ombra del Gran Sasso d'Italia. Dal 23 agosto 2023, il Consiglio Supremo dell'Ordine ha eletto Mirko Palomba come Gran Maestro della Giurisdizione di lingua italiana, installato ritualmente il 9 dicembre dello stesso anno.

### Riferimenti all'AMORC nella letteratura contemporanea
Il romanzo Il simbolo perduto di Dan Brown pubblicato nel 2009, si riferisce più volte ed in maniera molto positiva alla Rosa-Croce, rendendo inoltre omaggio all'Antico e Mistico Ordine della Rosa-Croce, riconoscendolo implicitamente come l'erede dell'antica Tradizione Rosa-Croce.

### Edith Piaf
Edith Gassion, cantante francese di fama mondiale nota come Édith Piaf (1915-1963), è stata membro dell'AMORC dall'aprile 1955 alla sua morte. A seguito della sua affiliazione, recava sempre al collo una catenina con una Rosacroce d'oro. Una sera, avendola dimenticata, si rifiutò di andare in scena fino a quando la sua guardarobiera non gliela portò.
Numerose personalità di fama mondiale (scrittori, attori, musicisti, registi, come pure docenti, scienziati, ricercatori, medici, uomini politici, ecc.) sono stati e sono attualmente membri nelle varie Giurisdizioni dell'Ordine Rosa-Croce; in genere, preferiscono rimanere anonimi, anche se spesso gli artisti esprimono la loro appartenenza all'AMORC attraverso un simbolismo celato nelle loro produzioni ma facilmente riconoscibile da parte dei rosacrociani.

## Filosofia generale
La filosofia ontologica dell'AMORC enuncia che:
- Dio è considerato come l'Intelligenza universale che ha pensato, manifestato ed animato la Creazione.
- Quest'ultima è impregnata da un'Anima Universale che si evolve in costante ricerca della perfezione della propria natura.
- La Vita è il supporto dell'evoluzione, sia nell'universo sia sulla Terra.
- La Materia deve la propria esistenza ad un'energia vibratoria.
- Tempo e Spazio sono stati di coscienza e non hanno alcuna realtà indipendente dall'Uomo.
- Il destino di ogni essere umano è determinato dalla maniera in cui egli applica il proprio libero arbitrio e dal Karma che ne risulta.
- L'evoluzione spirituale dell'Umanità è retta dalla legge della Reincarnazione ed ha come scopo ultimo il raggiungimento della Perfezione.
- Al termine della propria evoluzione spirituale, l'anima di ogni essere umano reintegra l'Anima Universale in uno stato di totale purezza e di piena coscienza con l'Immanenza divina[15].

## Insegnamento e finalità
L'AMORC, che tramanda una filosofia umanista e spiritualista, aiuta i propri membri a raggiungere un certo equilibrio interiore tramite il raggiungimento di una «padronanza della vita» di stampo esoterico e mistico. L'insegnamento messo a disposizione dei membri dell'AMORC consta di dodici gradi e si basa su di una ricerca e uno studio da compiere a casa propria. Coloro che lo desiderano, possono inoltre partecipare a riunioni collettive per assistere a rituali, ricevere iniziazioni nonché condividere con altri membri la comprensione di ciò che hanno studiato.
Secondo l'opuscolo «Il Dominio della Vita», l'insegnamento si articola in due aspetti complementari: uno collettivo, dove si tramandano gli aspetti orali della Tradizione Rosacrociana; uno individuale, in cui si studiano insegnamenti che vengono forniti a casa ed è possibile effettuare delle esperienze per verificare in prima persona gli insegnamenti. Il materiale che si riceve a casa si presenta sotto forma di fascicoli di una decina di pagine l'uno, chiamati monografie, inviati per posta ai membri. Queste monografie trattano di vari argomenti mistici ed esoterici tra i quali: la natura divina, l'origine dell'universo, la struttura della materia, i concetti di tempo e spazio, le leggi della vita, lo scopo dell'evoluzione, l'anima dell'uomo e i suoi attributi, i fenomeni psichici, i misteri della morte, della reincarnazione e della vita dopo la morte, il simbolismo tradizionale ecc. Le monografie comprendono "esperienze" dedicate all'apprendimento di tecniche considerate fondamentali nel misticismo: il rilassamento, la concentrazione, la meditazione, la contemplazione, la creazione mentale, l'alchimia spirituale, ecc.

## I gradi
Vi è una determinata "progressione" da una monografia all'altra e da un grado all'altro, da cui l'aspetto iniziatico. Ecco i principali temi dei primi nove gradi:
- 1º grado: La Materia (struttura, ruolo...)
- 2º grado: La Coscienza (fasi, funzioni...)
- 3º grado: La Vita (origine, caratteristiche...)
- 4º grado: L'Ontologia (princìpi, leggi...)
- 5º grado: La Filosofia secondo la tradizione Rosa-Croce (origini, correnti...)
- 6º grado: Il Corpo fisico (funzioni, terapeutica e benessere...)
- 7º grado: Il Corpo psichico (natura, facoltà...)
- 8º grado: L'Anima (natura, facoltà...)
- 9º grado: L'Alchimia spirituale (scopo, metodo...)

Ogni grado è preceduto da un'iniziazione. 
Vi sono tre ulteriori gradi dopo il nono.

## Struttura e funzionamento
Il responsabile mondiale dell'AMORC è denominato «Imperator». Dal 18 agosto 2019 è il vicentino Claudio Mazzucco. Ogni Grande Loggia (detta anche Giurisdizione, ovvero raggruppamento di Paesi che usano la medesima lingua) è diretta da un «Gran Maestro» eletto dal «Consiglio Supremo», composto dagli altri «Gran Maestri». Il Consiglio Supremo elegge anche l'Imperator ed ha il potere di rimuoverlo. Dal 23 agosto 2023 il Gran Maestro della Giurisdizione italiana è Mirko Palomba. In ogni Giurisdizione, il Gran Maestro è coadiuvato, nel proprio operato, da «Gran Consiglieri» e da «Monitori Regionali». Vi sono anche, in ogni Giurisdizione, un certo numero di strutture locali («Organismi»), chiamate «Logge», «Capitoli» e «Pronaoi». Gli ufficiali di questi Organismi sono scelti da un Consiglio di Amministrazione e confermati nelle loro funzioni, che durano uno o due anni, dalla Grande Loggia.
Dal 2023 la Fondazione AMORC può accedere al 5x1000.
Mondialmente l'Ordine è suddiviso in una ventina di Grandi Logge in base alla lingua, ad es. in Europa: Francese (che comprende tutti i Paesi di lingua francese come il Belgio, la Svizzera francofona ma anche molte Nazioni dell'Africa, Haiti ecc.), inglese, italiana (Italia e Canton Ticino), Tedesca, Spagnola, Olandese, dei Paesi nordici, Ceca, Polacca, Croata… e, oltre Europa: Statunitense, Latinoamericana, Portoghese-Brasiliana, Russa, Giapponese, Australiana e Neo-Zelandese, Rumena, ecc.
La sede della Giurisdizione di lingua Italiana è in Abruzzo, quella della Francia in Normandia, quella statunitense, denominata Gran Loggia Suprema, a San Jose, in California, e via di seguito.
L'insegnamento ed i rituali sono i medesimi quale che sia la Giurisdizione. L'affiliazione all'AMORC è mondiale, ossia un membro può assistere ai rituali di qualsiasi Giurisdizione. Vengono organizzati periodicamente convegni regionali, nazionali, continentali (europei, latinoamericani, ecc.) e mondiali.
In qualsiasi momento un membro dell'AMORC, chiamato rosacrociano(a), può mettere fine alla propria affiliazione, senza doversi giustificare. Può anche non frequentare gli Organismi, o smettere di farlo, senza doverne fornire il motivo. La quota associativa è la medesima, quale che sia l'avanzamento del membro, il grado raggiunto o l'eventuale funzione svolta in seno all'AMORC. Oltre alla quota associativa annuale, non vengono mai richiesti al membro ulteriori pagamenti, né quote aggiuntive, obbligatori. Ogni giurisdizione fissa la quota di adesione per poter partecipare alle proprie attività.

## Pubblicazioni
Nell'agosto 2001, l'Antico e Mistico Ordine della Rosa-Croce ha pubblicato la Positio Fraternitatis Rosae Crucis, presentato come il «quarto Manifesto Rosacroce» e come manifesti privati non facenti parte del retaggio storicamente tradizionale (dopo i tre del Seicento: Fama Fraternitatis (1614), Confessio Fraternitatis (1615) e Die Chymische Hochzeit – Le nozze chimiche (ovvero alchemiche) di Christian Rosenkreutz - 1616). A differenza degli altri tre manifesti, il contenuto della Positio non è esoterico. Propone al grande pubblico alcune considerazioni dei dirigenti di un Ordine mistico mondiale moderno, su come l'Ideale Rosa-Croce, trasmesso dall'AMORC, può contribuire ad illuminare l'umanità nel periodo di profonda crisi dei valori che sta attraversando.
Più recentemente, l'AMORC ha inoltre divulgato una «Dichiarazione Rosa-Croce dei Doveri dell'Uomo», pubblicata su vari quotidiani e riviste mondiali.
La giurisdizione di lingua inglese dell'AMORC pubblica regolarmente il Rose+Croix Journal, rivista on-line i cui articoli trattano di questioni relative alla scienza, l'arte, la filosofia, la spiritualità, l'esoterismo, la storia ed altre aree dell'attività umana.
L'AMORC-USA pubblica inoltre, dal 1930, il Rosicrucian Forum, una rivista riservata ai membri, il Rosicrucian Digest, e, in italiano, la rivista trimestrale «Rosa+Croce».

## Attività

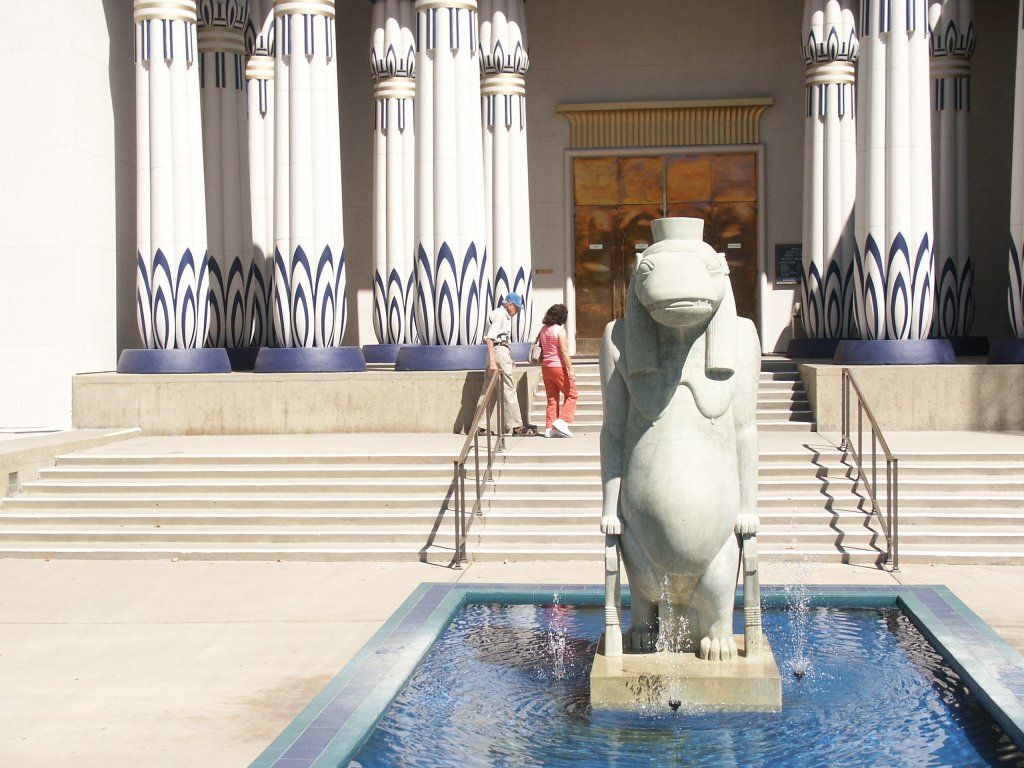
Ingresso del Museo Egizio dell'AMORC a San Jose, in California.

### Il Museo Egizio
L'AMORC possiede, sin dagli anni trenta del secolo scorso, un museo di Antichità Egizie a San Jose (California), negli Stati Uniti. Recentemente una mummia di questo museo è stata oggetto di uno studio effettuato dall'ospedale della celebre Università di Stanford. Un altro museo egizio si trova nella sede della Giurisdizione di lingua portoghese, a Curitiba.

### L'Università Internazionale Rosa-Croce (U.R.C.I.)
L'AMORC sin dall'inizio del XX secolo promuove una «Università di Ricerche». È composta da membri dell'AMORC competenti in un campo specifico della scienza e della cultura. Le ricerche vengono effettuate in settori diversi come: astronomia, ecologia, egittologia, informatica, medicina, musica, psicologia, scienze fisiche e "tradizioni esoteriche del passato". I risultati di queste ricerche sono regolarmente pubblicati nella rivista «Rosa+Croce», in libri e sono anche oggetto di conferenze e di seminari, alcuni pubblici, altri riservati ai membri.

### Libri dell'AMORC in lingua Italiana
- Harvey S. Lewis, La Vita Mistica di Gesù
- A cura di Sri Ramatherio, È a te che Affido
- L'Ordine della Rosa-Croce in domande
- Christian Larré, Il retaggio spirituale dell'Antico Egitto
- Harvey S. Lewis, La padronanza di se stessi e del destino con i cicli della vita
- Christian Bernard, Che sia così!
- Ralph M. Lewis, Missione Cosmica Compiuta

### Altre pubblicazioni
- Michael Maier, Silentium post clamores, 1617.
- Robert Fludd, Tractatus Apologeticus Rosae Crucis Societate Integritatem, 1617.
- Edward Bulwer Lytton, Zanoni, Ed. TEA, 2006.
- Angela Cerinotti, I Rosa-Croce - Dal silenzio, la luce, Giunti Ed.
- Paul Sédir, Il segreto dei Rosa-Croce, Gherardo Casini Ed.
- Paul Arnold, Storia dei Rosa-Croce, Bompiani Ed.